# Rhantus elegans
Rhantus elegans is een keversoort uit de familie waterroofkevers (Dytiscidae). De wetenschappelijke naam van de soort werd in 1895 gepubliceerd door Charles Owen Waterhouse.